# نارنجی جی
نارنجی جیی (به انگلیسی: Orange G) با فرمول شیمیایی C۱۶H۱۰N۲Na۲O۷S۲ یک ترکیب شیمیایی با شناسه پاب‌کم ۹۵۶۶۰۶۴ است. که جرم مولی آن ۴۵۲٫۳۸ g/mol می‌باشد. 